# Francesco Durante

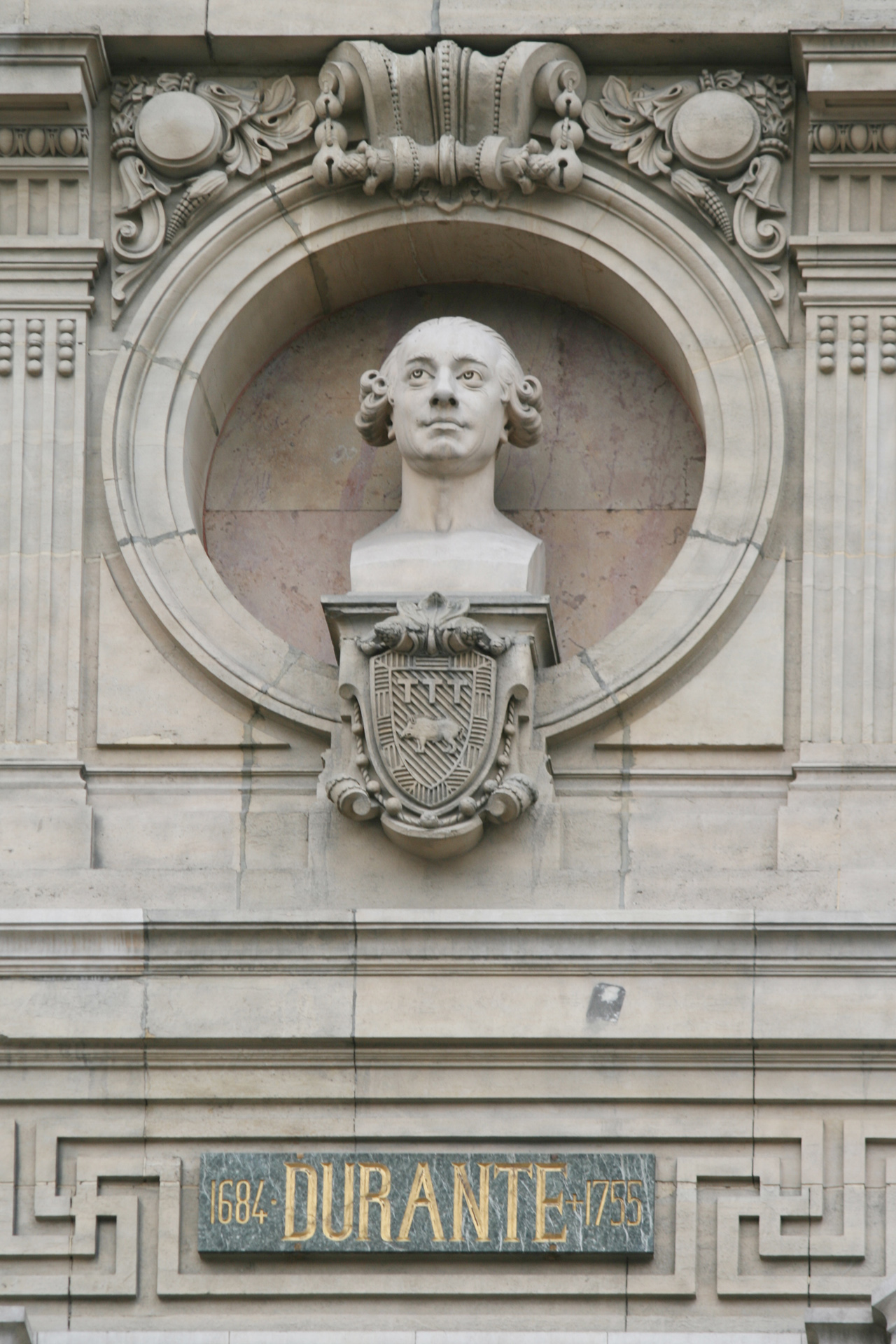
Busto de Francesco Durante en la fachada de la Ópera Garnier de París, con el escudo de su ciudad natal, Frattamaggiore.

Francesco Durante (Frattamaggiore, Reino de Nápoles, 31 de marzo de 1684 - Nápoles, Reino de Nápoles, 30 de septiembre de 1755) fue un compositor y pedagogo italiano, miembro de la escuela napolitana.

## Biografía
Nació en Frattamaggiore, a unos pocos kilómetros de Nápoles, séptimo hijo de Gaetano, cardador de lana, y de Orsola Capasso. Tras la muerte del padre, Francesco se mudó a la capital para empezar los estudios musicales en el Conservatorio de San Onofrio, donde enseñaba su tío, el sacerdote Angelo Durante, organista y director del Conservatorio. Aquí fue discípulo de Gaetano Greco. Posteriormente se convirtió en el pupilo de Alessandro Scarlatti; también recibió clases de violín de Gaetano Francone y se supone que estudió con Giuseppe Ottavio Pitoni y Bernardo Pasquini.
Él mismo enseñó en los diferentes conservatorios de Nápoles, que en 1808 se unirán en el Conservatorio de San Pietro a Maiella: San Onofrio (1710-11), Pobres de Jesús Cristo (1728-39), Santa María de Loreto (1742-55) y de nuevo en San Onofrio (1745-55). Parece que en 1725 tomó el puesto de Scarlatti en San Onofrio, donde permaneció hasta 1742, cuando reemplazó a Nicola Porpora como director de Santa María de Loreto. Mantuvo este cargo hasta su muerte. En su vida se casó tres veces: sus esposas fueron Orsola de Laurentiis, Anna Funaro y Angela Giacobbe. Siguiendo una tradición del siglo XVIII, se sabe que estuvo mucho tiempo en Sajonia.
Todos los manuales de historia de la música presentan a Durante como el fundador de la escuela napolitana, porque fue maestro de los más famosos compositores dramáticos de origen napolitano.  Entre sus alumnos se encuentran: Pietro Alessandro Guglielmi, Niccolò Jommelli, Giovanni Paisiello, Giovanni Battista Pergolesi, Niccolò Piccinni, Antonio Sacchini, Tommaso Traetta. Casi toda su obra está dedicada a la música espiritual e instrumental y apenas escribió para el teatro (los coros de una tragedia, Flavio Valente). En sus conciertos se unen la tradición barroca y el nuevo estilo de los maestros venecianos. En su Dictionnaire de Musique (París, 1762), Jean Jacques Rousseau lo definió “le plus grand harmoniste d’Italie, c’est-à-dire du monde”.

## Su obra
Pocas de sus obras anteriores a 1728 han sobrevivido. Existen 62 volúmenes manuscritos en la Biblioteca Nacional de París, fondos del Conservatorio.

### Música instrumental
- 6 Sonate per cembalo divise in studi e divertimenti.
- Toccate per il cembalo solo.
- Concerto pour clavecín et cordes.
- 8 Concerti a 4, para cuerda, llamados también Quartetti concertante per archi.

### Música vocal
- 13 misas y fragmentos de misas a 4-9 voces.
- 14 salmos a 1-8 voces, algunos con instrumentos.
- 3 himnos.
- 2 Magníficat.
- 14 motetes.
- 6 antífonas.
- 4 letanías.
- 12 madrigales con bajo continuo.
- Réquiem
- La Cerva assetata, oratorio representado en Nápoles en 1719.
- Abigaille, oratorio representado en Roma en 1736.
- San Antonio de Padova, oratorio representado en Venecia en 1753.
- Coros para la tragedia Flavio Valente de Annibale Marchese.

### Media
Vergine tutto amoreⓘ